# Pedro Coronas
Pedro Emanuel Ferreira Sousa, mais conhecido por Pedro Coronas (Penafiel, 19 de setembro de 1990), é um futebolista português que atua na posição de defesa. 
Em 3 de Junho de 2016, assinou por três anos com o Marítimo.